# Serpentinenmauer

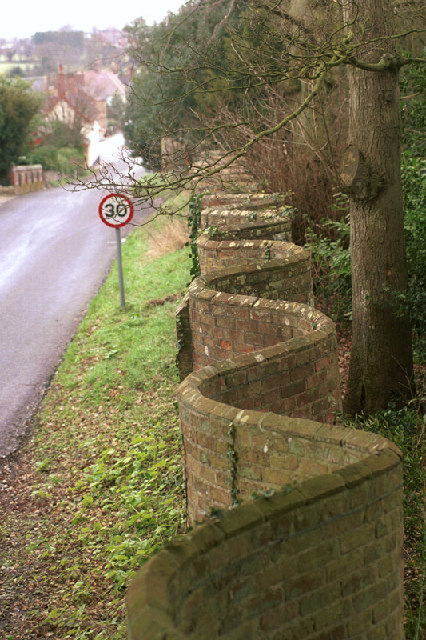
Serpentinenmauer in Bramfield, Suffolk

Eine Serpentinenmauer (von Serpentine (lat. serpens ‚Schlange‘), im Englischen auch crinkle crankle wall, crinkum crankum, ribbon oder wavy wall) ist ein ungewöhnlicher, sinusförmiger Mauertyp, der vor allem im Vereinigten Königreich anzutreffen ist.

## Zweck
Ihre wellenartige Form spart Baumaterial, weil sie die Mauer gegen seitliche Kräfte so sehr stabilisiert, dass sie nur einen Ziegel dick sein muss. Eine derart dünne gerade Mauer würde ohne zusätzliche Pfeiler oder Stützen leicht umstürzen.
Serpentinenmauern wurden als wärmespeichernde Abgrenzungen von Gärten errichtet.

## Standorte

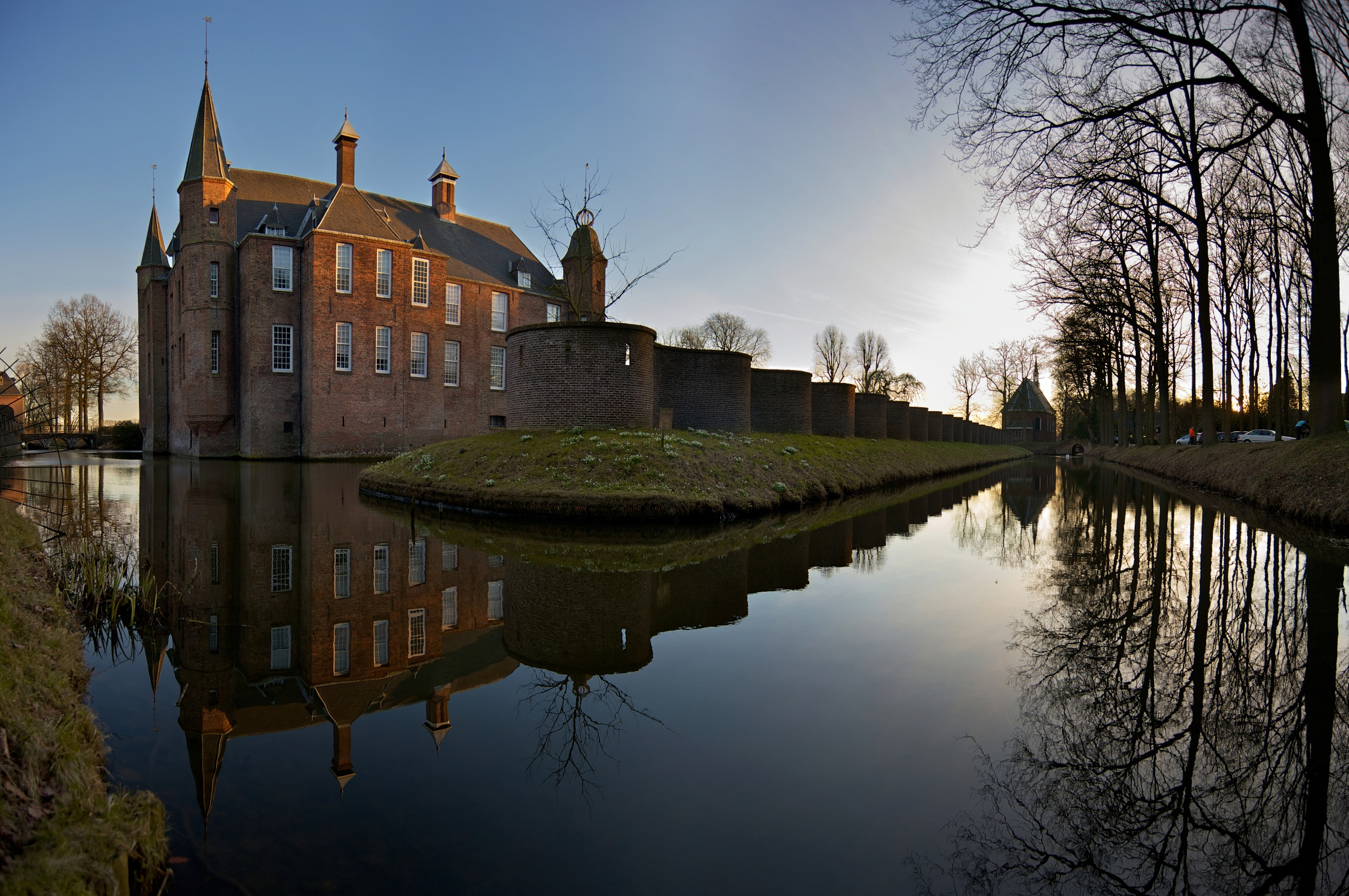
Schloss Zuylen in Stichtse Vecht (Niederlande) mit Serpentinenmauer

Im Jahr 2020 wurden in der Nähe von Luxor (Ägypten) bei Ausgrabungen in Malqata die Reste eines Palastes mit Serpentinenmauern gefunden. Der Palast wurde während der Herrschaft Pharao Amenophis III. errichtet, der das Neue Reich 1386 bis 1353 v. Chr. regierte.
Typischerweise wurden Serpentinenmauern in Gärten in Ost-West-Richtung gebaut, um die Wärme der Sonne zu speichern und damit ein geeignetes Klima für Obstbäume zu schaffen.
In East Anglia, England, stehen viele solcher Mauern, deren Bau niederländischen Ingenieuren, die die Sümpfe von The Fens ab Mitte des 17. Jahrhunderts entwässerten, zugeschrieben wird. In der Grafschaft Suffolk stehen mindestens fünfzig weitere Beispiele, doppelt so viele wie im gesamten Rest des Landes. Der englische Name „crinkle crankle“ soll aus einem örtlichen Dialekt stammen und beschreibt im Allgemeinen etwas, das sich hin und her biegt.
Es wird angenommen, dass das Exemplar, das vom ehemaligen Herrenhaus zur Allerheiligenkirche im Gutsdorf Easton führt, die längste noch stehende Mauer dieser Ausführung ist.
Eine 120 m lange Serpentinenmauer befindet sich am Schloss Zuylen in Maarssen (Niederlande), die bei der Umgestaltung des Formalen Gartens durch Jan David Zocher im Jahr 1841 errichtet wurde.

## Entwicklung
Thomas Jefferson (1743–1826) integrierte Serpentinenwände in die Architektur der von ihm gegründeten University of Virginia. Beiderseits der Rotunde, die sich über die gesamte Länge ihres Vorplatzes erstreckt, befinden sich zehn Pavillons, von denen jeder seinen eigenen derart ummauerten Garten besitzt.  Obwohl z. T. behauptet wird, Jefferson habe dieses Design erfunden, übernahm er lediglich einen Baustil, der sowohl in England als auch in den Niederlanden, gängig war. Ein Dokument der Universität zeigt, wie Jefferson die Materialersparnis durch Verwendung dieses Mauertyps gegenüber  „konventionellen“, geradlinigen Mauern berechnete.